# Carnage Euphoria
Carnage Euphoria è il settimo album della band death metal svedese Vomitory, pubblicato nel 2009 dalla Metal Blade Records.

## Tracce
1. The Carnage Rages On – 4:30
2. Serpents – 3:24
3. A Lesson in Virulence – 4:46
4. Ripe Cadavers – 4:19
5. Rage of Honour – 2:35
6. The Ravenous Dead – 4:31
7. Deadlock – 3:10
8. Rebirth of the Grotesque – 4:04
9. Possessed – 2:14
10. Great Deceiver – 5:25

## Formazione
- Erik Rundqvist - basso, voce
- Tobias Gustafsson - batteria
- Peter Östlund - chitarra
- Urban Gustafsson - chitarra